# Sportåret 1918

## Händelser

### Bandy
- 3 mars - IFK Uppsala blir svenska mästare genom att finalslå IK Sirius med 4-1 i omspelsfinalen på Studenternas IP i Uppsala.[1]

### Baseboll
- 11 september - American League-mästarna Boston Red Sox vinner World Series med 4-2 i matcher över National League-mästarna Chicago Cubs.[2] Nästa seger för Red Sox skulle dröja till 2004.

### Fotboll
- 6 oktober – IFK Göteborg blir svenska mästare efter finalseger med 5–0 över Helsingborgs IF. Matchen spelas på Stockholms stadion.[3]
- Okänt datum – IFK Göteborg vinner Svenska serien för sjätte året i rad. Förutom Göteborgskamraterna deltog även AIK, Djurgårdens IF och Örgryte IS i serien. Övriga svenska lag avstår på grund av de höga resekostnaderna.
- Okänt datum – KB blir danska mästare.

### Friidrott
- Camp Devens vinner Boston Marathon, som detta år springs som stafett mellan militärlag. [4]

### Ishockey
- 30 mars - Toronto Arenas besegrar Vancouver Millionaires med 3–1 i finalmatcher i kampen om Stanley Cup.

### Längdåkning
- SM på 30 km vinns av Erik Winnberg, Östersunds SK.
- SM på 60 km vinns av Henning Isaksson, IFK Umeå.

## Födda
- 3 februari - Helen Stephens, amerikansk sprinter, två OS-guld 1936.
- 13 februari - Patty Berg, amerikansk golfspelare.
- 25 februari - Barney Ewell, amerikansk sprinter, ett guld och två silver i OS 1948.
- 5 mars – Milt Schmidt, kanadensisk ishockeyspelare.
- 7 mars - Börje Leander, svensk fotbollsspelare.
- 26 april - Fanny Blankers-Koen, nederländsk friidrottare, 4 OS-guld 1948.
- 23 maj - Denis Compton, engelsk cricket- och fotbollsspelare.
- 13 juli - Alberto Ascari, italiensk racerförare, Formel 1.
- 18 augusti - Leif Wikström, svensk seglare, OS-guld 1956
- 30 augusti - Ted Williams, amerikansk basebollspelare.
- 12 oktober - Olle Tandberg, svensk boxare.
- 25 december - Bertie Mee, engelsk fotbollstränare.
- 31 december - Gunder Hägg, svensk friidrottare.

## Rekord

### Friidrott
- 16 juni – John Zander, Sverige, sätter nytt världsrekord[5] på 2 000 meter med 5.30,4 min
- 7 augusti – John Zander, Sverige, sätter nytt världsrekord på 3 000 meter med 8.33,2 min
- 22 september – Anatole Bolin, Sverige, sätter nytt världsrekord på 1 000 meter med 2.29,1 min

### Simning
- 9 augusti – Duke Kahanamoku, USA sätter nytt världsrekord på 100 m frisim, herrar med 1.01,4 min

## Bildade föreningar och klubbar
- 23 februari, Stockholms bowlingförbund bildas.
- 7 juli, svenska föreningen Sandvikens IF grundas.[6]

### Fotnoter
1. ↑  Erik Jonsson (3 mars 1918). ”1907–1919”. Svenska Bandyförbundet. Arkiverad från originalet den 14 februari 2015. https://web.archive.org/web/20150214185248/http://www.svenskbandy.se/BANDYFINALEN/HISTORIK/Svenskamastare/Herrar/1907-1919/. Läst 1 september 2011.
2. ↑  ”1918 World Series” (på engelska). Baseball-Reference.com. http://www.baseball-reference.com/postseason/1918_WS.shtml. Läst 16 juli 2015.
3. ↑  Jimmy Lindahl (15 mars 2000). ”Svenska mästare i fotboll 1896–1925”. Bolletinen. http://www.bolletinen.se/sfs/allsvenskan/sm1896.pdf. Läst 10 oktober 2011.
4. ↑  ”Boston Marathon”. Arkiverad från originalet den 27 april 2015. https://web.archive.org/web/20150427035419/http://www.baa.org/races/boston-marathon/boston-marathon-history/past-champions/past-mens-open-champions.aspx. Läst 9 april 2011.
5. ↑  Svenska världsrekord Arkiverad 21 januari 2021 hämtat från the Wayback Machine. Friidrott.se (läst 20 mars 2021)
6. ↑  Martin Alsiö (15 mars 2004). ”De allsvenska klubbarnas födelsedagar”. Bolletinen. http://www.bolletinen.se/sfs/allsvenskan/grundades.pdf. Läst 11 februari 2015.